# Consejo Europeo de Organizaciones Escépticas
El Consejo Europeo de Organizaciones Escépticas (ECSO por sus siglas en inglés) es una organización que agrupa otras organizaciones dedicadas al escepticismo científico a lo largo de Europa.

## Metas
Fundada el 25 de septiembre de 1994, ECSO busca coordinar actividades de las organizaciones europeas e individuos que procuran investigar críticamente la pseudociencia o las afirmaciones y posturas pseudocientíficas con respecto a las observaciones de fenómenos paranormales, y hacer visibles al público en general el resultado de esas investigaciones. Esto implica continuar con una serie de congresos escépticos europeos que precedían la fundación de ECSO. Además mantener un congreso y un simposio cada dos años.
La Carta del Consejo Europeo de Organizaciones Escépticas declara que busca

1) Proteger al público de la promoción de afirmaciones y terapias que no hayan estado sujetas a una experimentación crítica y que puedan ponerlo en riesgo. 
2) Investigar los métodos de los ensayos y experimentos cuyas conclusiones extraordinarias estén al margen o contradigan el conocimiento científico vigente. En particular esto aplica a los fenómenos conocidos como paranormales o pseudocientíficos. Sin embargo ninguna explicación, afirmación o teoría es rechazada antes de la evaluación objetiva.
3) Promover políticas públicas basadas en la buena práctica de la ciencia y la medicina.

La carta fue firmada por Amardeo Sarma (GWUP), Michael Howgate (UK Skeptics), Miguel Ángel Sabadell (ARP), Paul Kurtz (Comité para la Investigación Escéptica), Tim Trachet (SKEPP), Arlette Fougnies (Comité Para) and Cornelis de Jager (Stichting Skepsis).

### Junta directiva

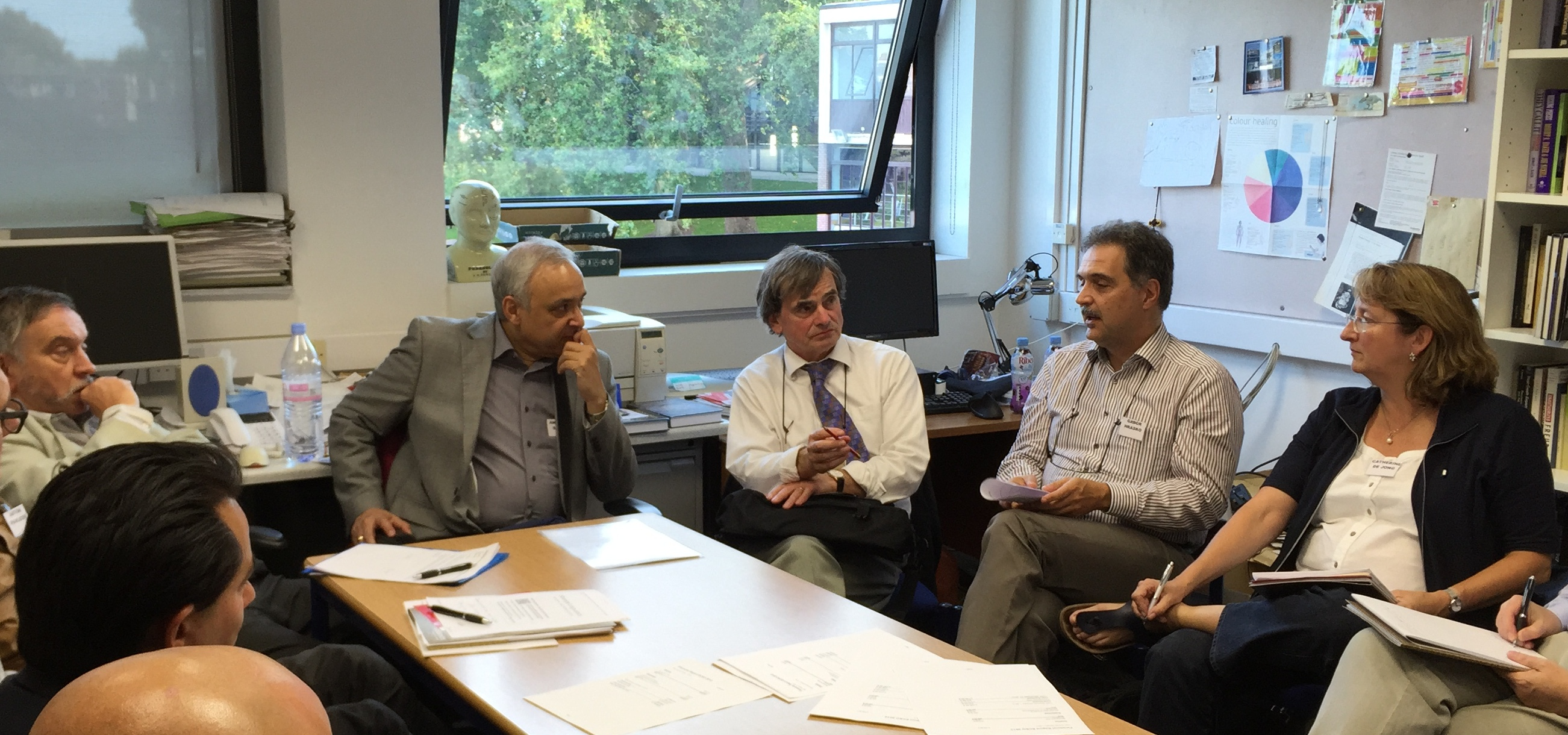
Reunión de la junta en Londres (2015). De izquierda a derecha: Trachet, Sarma, Heap, Hraskó, de Jong.

Cornelis de Jager sirvió como primer presidente hasta 2001, cuando fue reemplazado por Amardeo Sarma (2001-2013). Desde agosto de 2013, la junta directiva de ECSO está compuesta de la siguiente manera:
- Gábor Hraskó (SzT) – Presidente
- Tim Trachet (SKEPP) – Vicepresidente
- Amardeo Sarma (GWUP) – Tesorero
- Catherine de Jong (VtdK) – Miembro
- TBA (CICAP)[5] – Miembro

### Organizaciones miembras de ECSO
ECSO reúne a los siguientes grupos escépticos
| Nombre local                                                                                | Nombre en inglés                                                                         | Abreviatura | Fundado | Región          | Notas                                              |
| ------------------------------------------------------------------------------------------- | ---------------------------------------------------------------------------------------- | ----------- | ------- | --------------- | -------------------------------------------------- |
| Alternativa Racional a las Pseudociencias - Sociedad para el Avance del Pensamiento Crítico | Rational Alternative to Pseudoscience - Society for the Advancement of Critical Thinking | ARP-SAPC    | 1986    | España          | Miembro fundador.                                  |
| Association for Skeptical Enquiry                                                           | Association for Skeptical Enquiry                                                        | ASKE        | 1997    | Reino Unido     |                                                    |
| Association française pour l'information scientifique                                       | French Association for Scientific Information                                            | AFIS        | 1968    | Francia         | Miembro desde 2001.                                |
| Comitato Italiano per il Controllo delle Affermazioni sulle Pseudoscienze                   | Italian Committee for the Investigation of Claims of the Pseudosciences                  | CICAP       | 1989    | Italia          |                                                    |
| Comité belge pour l'Analyse Critique des parasciences                                       | Belgian Committee for the Critical Analysis of Parasciences                              | Comité Para | 1949    | Bélgica         | Se ocupa de Wallonia y Brussels. Miembro fundador. |
| Círculo Escéptico                                                                           | Skeptical Circle                                                                         | CE          | 2006    | España          |                                                    |
| Föreningen Vetenskap och Folkbildning                                                       | Science and Popular Enlightenment / Swedish Skeptics Association                         | VoF         | 1982    | Suecia          |                                                    |
| Gesellschaft zur wissenschaftlichen Untersuchung von Parawissenschaften                     | Society for the Scientific Investigation of Parasciences                                 | GWUP        | 1987    | D-A-CH          | Ubicado en Roßdorf, Alemania. Miembro fundador.    |
| Irish Skeptics Society                                                                      | Irish Skeptics Society                                                                   | ISS         | 2002    | Irlanda         |                                                    |
| Observatoire Zététique                                                                      | Zetetic Observatory                                                                      | OZ          | 2003    | Francia         | [ 11 ]                                             |
| Skepsis ry                                                                                  | Skepsis                                                                                  | Skepsis     | 1987    | Finlandia       |                                                    |
| Skeptiker Schweiz – Verein für kritisches Denken                                            | Swiss Skeptics – Association for Critical Thinking                                       | Skeptiker   | 2012    | Suiza           | [ 12 ]                                             |
| Stichting Skepsis                                                                           | Skepsis Foundation                                                                       | Skepsis     | 1987    | Países Bajos    | Miembro fundador.                                  |
| Studiekring voor de Kritische Evaluatie van Pseudowetenschap en het Paranormale             | Study Circle for the Critical Evaluation of Pseudoscience and the Paranormal             | SKEPP       | 1990    | Bélgica         | Se ocupa de Flanders y Brussels. Miembro fundador. |
| Szkeptikus Társaság                                                                         | Hungarian Skeptic Society                                                                | SzT         | 2006    | Hungría         |                                                    |
| Vereniging tegen de Kwakzalverij                                                            | Association against Quackery                                                             | VtdK        | 1881    | Países Bajos    | Miembro no formal.                                 |
| Český klub skeptiků Sisyfos                                                                 | Czech Skeptics Club Sisyfos                                                              | Sisyfos     | 1995    | República Checa |                                                    |

Además, el (Comité para la Investigación Escéptica), cuyo fundador y por largo tiempo presidente Paul Kurtz estaba activamente involucrado en la fundación de ECSO (especialmente porque Skeptical Inquirer tenía muchos suscriptores en Europa), y la Asociación de escépticos de Israel son miembros de ECSO.

## Congresos de escépticos europeos

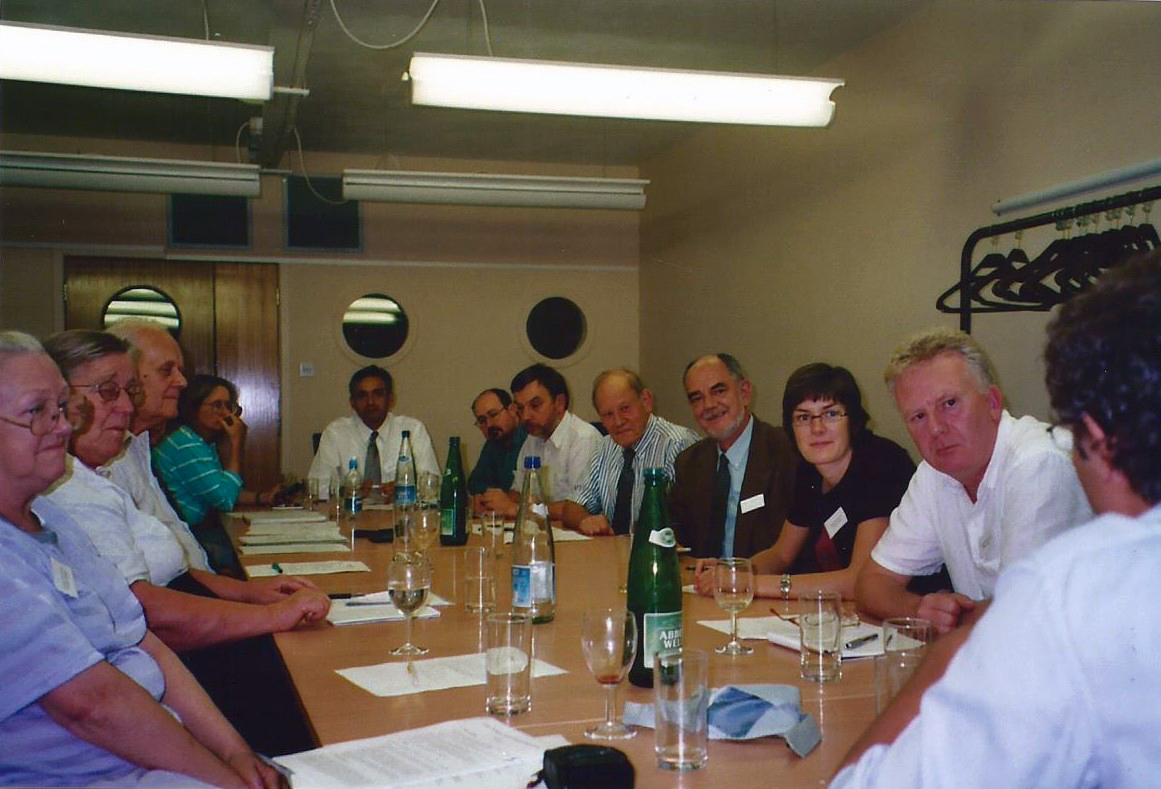
La junta directiva de ECSO y los miembros de CSICOP reuniéndose en el congreso de escépticos europeos número 11 en Londres.

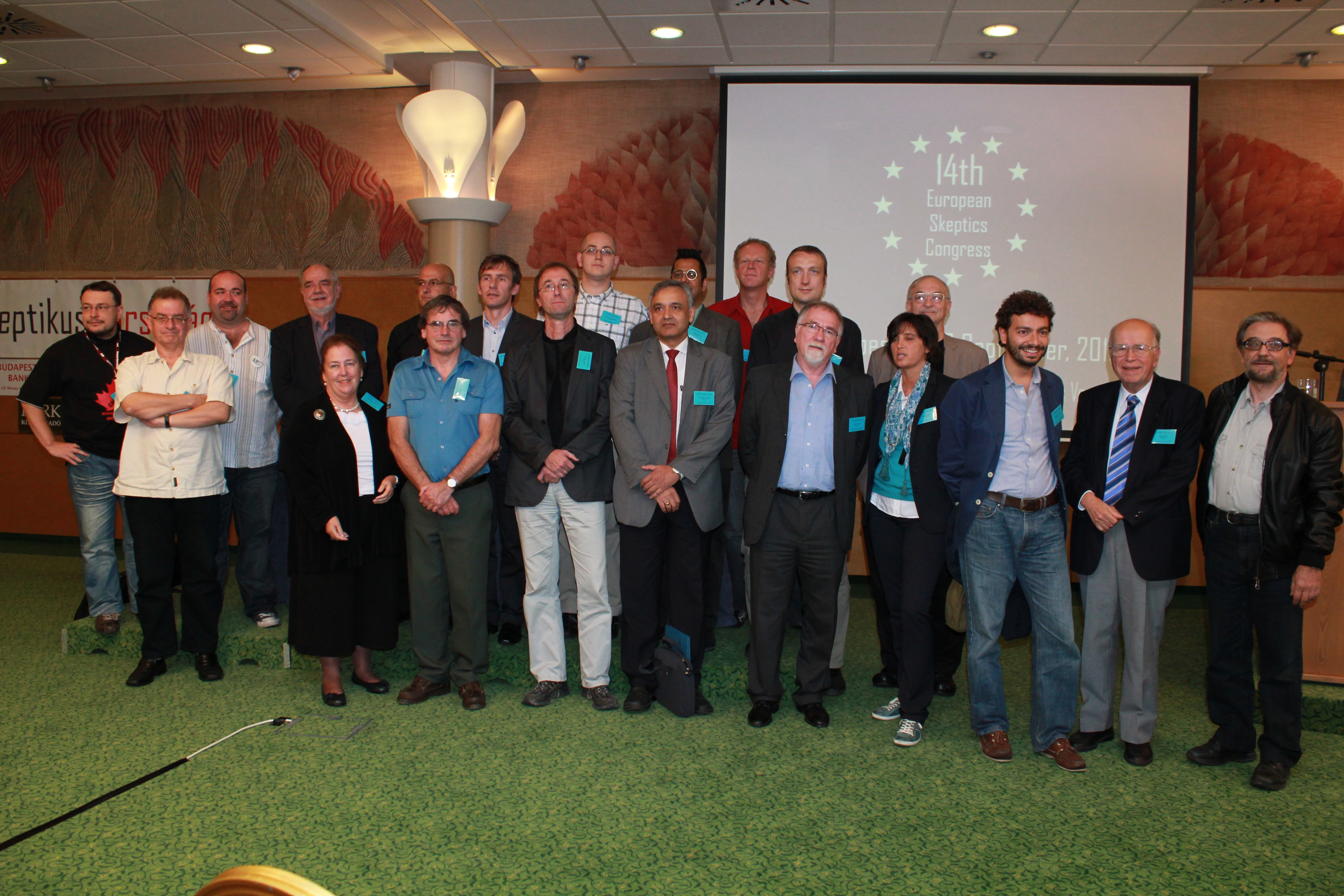
Oradores en el congreso número 14 en Budapest.

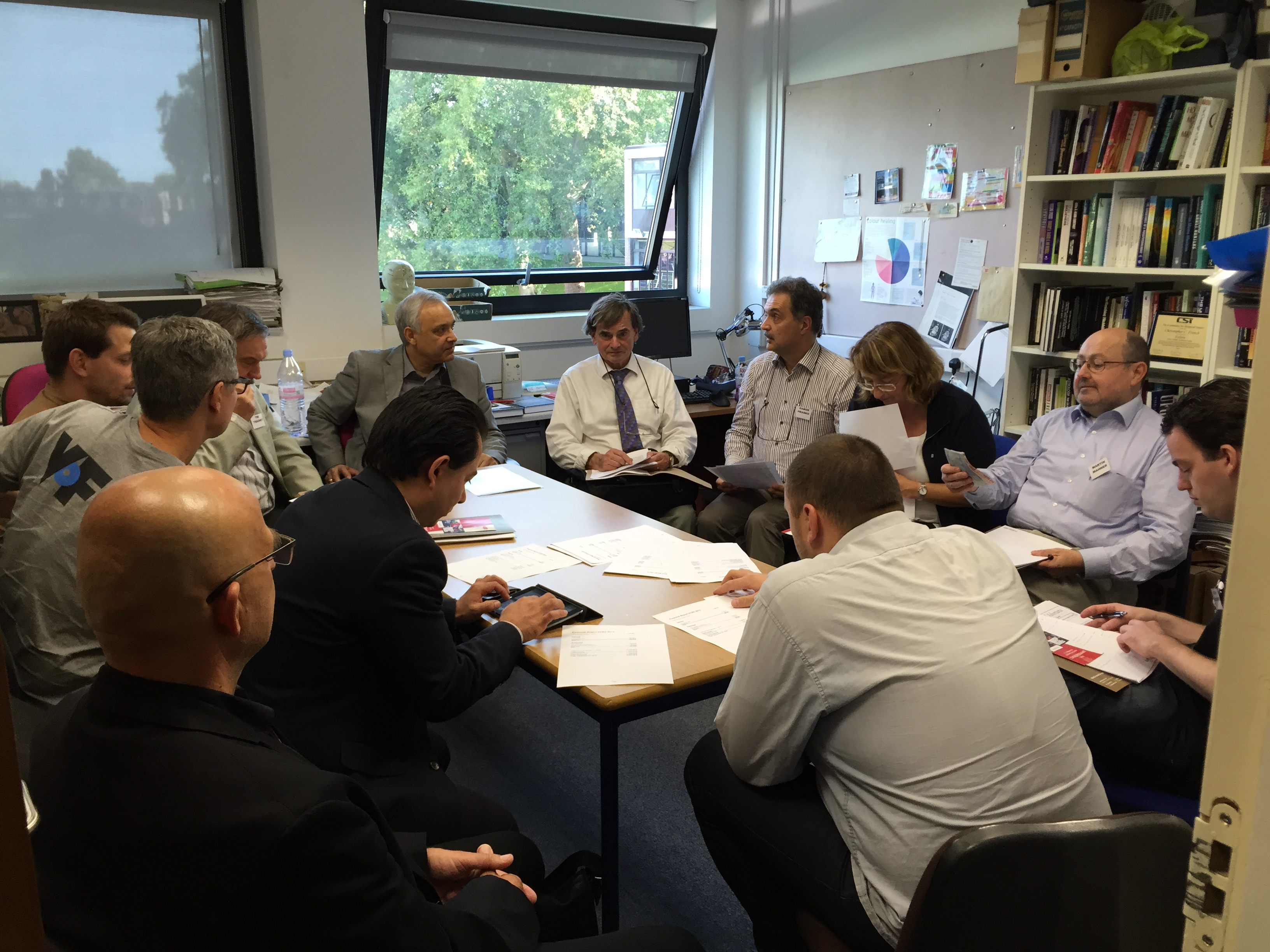
Reunión de los representantes de las organizaciones miembras de ECSO en el congreso escéptico de Europa 2015 en Londres.

Los congresos de escépticos europeos, en los cuales las organizaciones escépticas de diferentes países de Europa participan, se hacen desde 1989. Las conferencias usualmente se realizan en el mes de septiembre, y suelen durar de 2 a 4 días. ECSO se formó en el sexto congreso el 25 de septiembre de 1994 en Ostend, Bélgica. Desde su fundación, ECSO coordina las organizaciones para nuevos congresos de escépticos europeos, que se dan lugar (en promedio) cada año, y son organizados por diferentes organizaciones miembras cada vez que se realizan. Las organizaciones escépticas que no son parte de ECSO también pueden enviar sus delegaciones. Los congresos pasados fueron:
| Evento                               | Fecha                               | Ciudad        | País                | Notas                                                                                          |
| ------------------------------------ | ----------------------------------- | ------------- | ------------------- | ---------------------------------------------------------------------------------------------- |
| 1.er Congreso de escépticos europeos | 5-7 de mayo de 1989                 | Bad Tölz      | Alemania Occidental |                                                                                                |
| 2.º Congreso de escépticos europeos  | 10–11 de agosto de 1990             | Brussels      | Bélgica             |                                                                                                |
| 3.er Congreso de escépticos europeos | 4–5 de octubre de 1991              | Ámsterdam     | Países Bajos        |                                                                                                |
| 4.º Congreso de escépticos europeos  | 17–19 de julio de 1992              | Saint-Vincent | Italia              |                                                                                                |
| 5.º Congreso de escépticos europeos  | 29–31 de agosto de 1993             | Keele         | Reino Unido         | Tema: "Ciencia para la vida: salud, medicina y bienestar. Organizado por los escépticos de UK. |
| 6.º Congreso de escépticos europeos  | 23–25 de septiembre de 1994         | Ostend        | Bélgica             | Tema: "Ciencia, pseudociencia y el medio ambiente". ECSO formed.                               |
| 7.º Congreso de escépticos europeos  | 4–7 de mayo de 1995                 | Roßdorf       | Alemania            |                                                                                                |
| 8.º Congreso de escépticos europeos  | 4–7 de septiembre de 1997           | La Coruña     | España              |                                                                                                |
| 9.º Congreso de escépticos europeos  | 17–19 de septiembre de 1999         | Maastricht    | Países Bajos        | Organizado por Stichting Skepsis                                                               |
| 10.º Congreso de escépticos europeos | 7–9 de septiembre de 2001           | Praga         | República Checa     | Tema: "Crecimiento y desarrollo de creencias paranormales en Europa del Este"                  |
| 11.º Congreso de escépticos europeos | 5–7 de septiembre de 2003           | Londres       | Reino Unido         |                                                                                                |
| 12.º Congreso de escépticos europeos | 13–15 de octubre de 2005            | Brussels      | Bélgica             | Tema: "Pseudociencia, medicina alternativa y los medios"                                       |
| 13.º Congreso de escépticos europeos | 7–9 de septiembre de 2007           | Dublín        | Irlanda             | Tema: "El asalto en la ciencia: construyendo una respuesta" 100+ attendees.                    |
| 14.º Congreso de escépticos europeos | 17–19 de septiembre de 2010         | Budapest      | Hungría             | [ 23 ]                                                                                         |
| 15.º Congreso de escépticos europeos | 22–25 de agosto de 2013             | Stockholm     | Suecia              | Tema: "Escapar a la claridad"                                                                  |
| 16.º Congreso de escépticos europeos | 10–13 de septiembre de 2015         | Londres       | Reino Unido         | Organizado por Association for Skeptical Enquiry y Anomalistic Psychology Research Unit        |
| 17.º Congreso de escépticos europeos | 22-24 de septiembre de 2017         | Breslavia     | Polonia             | Organizado por el Klub Sceptyków Polskich y el Český klub skeptiků Sisyfos                     |
| 18.º Congreso de escépticos europeos | 30 agosto – 1 de septiembre de 2019 | Gante         | Bélgica             |                                                                                                |
| 19.º Congreso de escépticos europeos | 9 – 11 de septiembre de 2022        | Viena         | Austria             |                                                                                                |

## Otros
El presidente Gábor Hraskó afirmó en una reunión de 2015 que las metas del ECSO era encontrar quienes eran todos los líderes activos de los diferentes grupos de Europa. Varios desaparecieron, otros grupos todavía son activos pero tienen nuevos líderes, es importante establecer redes. En la conferencia de 2015 en Londres, Gábor Hraskó sintió que aprendió un montón acerca de organización de los grupos escépticos de Reino Unido. Ellos funcionan de manera diferente a la de los grupos europeos continentales, en los cuales un grupo tiende a ser el que lo ejecuta todo. Los grupos del Reino Unido son todos independientes y más de base, pero terminan trabajando juntos en grandes conferencias y proyectos. Sobre la conferencia 2017 dijo "espero que sea con los escépticos polacos y checos". Hraskó declaró que los escépticos checos desaparecieron durante algún tiempo, y espera que se hayan reorganizado y espera que ellos y los escépticos polacos formalizarán los planes para la conferencia de 2017. Catherine de Jong declaró que tener una organización que supervisara a todas las organizaciones europeas es útile para difundir información cuando un conferencista de medicina alternativa está planeando una gira europea. Ella dio el ejemplo del curador de fe Peter Popoff quien planeó una gira por Europa. El escéptico británico Michael Marshall pudo contactar al ECSO quien a su vez pudo notificar a todos los líderes de los otros grupos. Fueron capaces de compartir información y planear cómo manejar los eventos.

## Premios
Durante el sexto Congreso Mundial de Escépticos (Berlín, 18-20 de mayo de 2012), copatrocinado por ECSO, el GWUP y el Comité para la Investigación Escéptica (CSI), ECSO presentó el Premio Escépticos Excepcionales a Wim Betz (SKEPP) y Luigi Garlaschelli CICAP) "En reconocimiento de [su] dedicación y destacadas contribuciones en la promoción de la ciencia y la investigación de afirmaciones extraordinarias". Simultáneamente, el CSI presentó a Simon Singh y Edzard Ernst el premio "El elogio a la razón" "en reconocimiento a su distinguida contribución al uso de la investigación crítica, la evidencia científica y la razón, en la evaluación de afirmaciones sobre el conocimiento".